# Stichting Cepher
De Stichting Cepher is een Nederlandse stichting die het bevorderen van (Friese) letterkunde, literatuur en journalistiek tot doel heeft. Cepher werd in februari 2002 opgericht door de Friese schrijvers Eeltsje Hettinga en Elske Schotanus en is gevestigd te Heerenveen.
Cepher tracht haar doelstellingen te bereiken door het uitgeven van (digitale en/of papieren) tijdschriften, boeken en andere uitgaven, door het redactioneel begeleiden van schrijvers en dichters en door het geven van cursussen. Tot de activiteiten van Cepher behoorde onder andere het literaire internettijdschrift Kistwurk (2000-2003) en het internettijdschrift GO-GOL.